# Erika Müller-Pöhl
Erika Müller-Pöhl (* 27. Januar 1939 in Neustadt an der Weinstraße) ist eine deutsche Gebrauchsgrafikerin und war in der DDR vor allem Buchillustratorin.

## Leben und Werk
Erika Müller-Pöhl absolvierte in Leipzig die Erweiterte Oberschule Nach dem Abitur machte sie ein Praktikum in den Leipziger Theaterwerkstätten und eine Lehre als Gebrauchswerberin. Ab 1960 studierte sie an der Hochschule für Grafik und Buchkunst Leipzig Gebrauchsgrafik. Danach arbeitete sie ein Jahr als Grafikerin am Nationaltheater Weimar, für das sie vor allem die Programmhefte illustrierte. Von 1964 bis 1989 arbeitete sie in Gatersleben als freiberufliche Illustratorin für Buchverlage. Vor allem für den Greifenverlag Rudolstadt illustrierte sie eine große Anzahl von Büchern. Weitere Auftraggeber waren u. a. der Hinstorff-Verlag Rostock, der Postreiter Verlag Halle und der Berliner Verlag der Nation. Daneben erhielt sie auch öffentliche Aufträge für baugebundene keramische Arbeiten in Orten des damaligen Bezirks Halle. Erika Müller-Pöhl war bis 1990 Mitglied des Verbands Bildender Künstler der DDR.
Mit der deutschen Wiedervereinigung fielen alle ihre Auftraggeber weg. Sie wurde arbeitslos und stand vor einer ungewissen Zukunft. Sie entschloss sich deshalb, zu ihrem späteren Lebensgefährten nach Hannover zu ziehen. Dort schuf sie bis zum endgültigen Ruhestand 2007 Entwürfe für Schleierbretter und für Prospekte der Orgelbauwerkstatt ihres Lebenspartners.

## Ausstellungen
- 1974 und 1979: Halle, Bezirkskunstausstellungen
- 1979: Berlin, Ausstellungszentrum am Fernsehturm („Buchillustrationen in der DDR. 1949 – 1979“)